# Só de Você
"Só de Você" é uma canção originalmente gravada pela dupla João Neto & Frederico no álbum Modão Ao Vivo em 2006.  No ano seguinte, a música foi regravada pela dupla Guilherme & Santiago, no álbum que foi intitulado com o nome da canção, Só de Você - Ao Vivo. A canção também foi regravada pela dupla Bruno & Marrone no álbum Acústico II, também lançado em 2007.

## Desempenho nas paradas
Guilherme & Santiago obteve a melhor versão, ficando em 60º lugar na parada de sucessos do Brasil.

### Posições
| País   | Parada (2007)  | Melhor posição |
| ------ | -------------- | -------------- |
| Brasil | Brasil Hot 100 | 60             |